# Anders Celsius
Anders Celsius (8. prosince 1701 Uppsala – 6. května 1744 Uppsala) byl švédský astronom, geodet, fyzik a matematik. Je také autorem Celsiovy stupnice.
Jeho otec Nils Celsius byl astronomem a jeho matka dcerou profesora astronomie Anderse Spoleho. Anders vystudoval u Erica Burmana a po jeho smrti se stal jeho nástupcem ve funkci profesora na Uppsalské univerzitě.
V letech 1736 až 1737 se zúčastnil Laponské expedice vedené francouzským astronomem Maupertuisem do Tornia. Expedici navrhl on sám během svého studijního pobytu v Paříži na tamější Francouzské akademii věd jako paralelní expedici k expedici do Peru (na území dnešního Ekvádoru) a která postupnými měřeními délky jednoho stupně zeměpisné šířky dokázala Newtonovu hypotézu o zploštění Země na pólech.
Svojí účastí na expedici se stal velmi známým a tak mu švédské úřady poskytly finance na otevření Celsiovy observatoře. Tato observatoř byla otevřena roku 1741 a on sám ji vybavil nejmodernějšími přístroji, které získal při svých cestách po cizině.
Studoval i polární záře. Jako první si všiml souvislosti mezi polárními zářemi a poruchami magnetického pole Země. Jako první také změřil jasnost více než 300 hvězd s průměrnou chybou 0,4 mag.
Stal se známým roku 1742, kdy navrhl Celsiovu stodílkovou teplotní stupnici. Jeho stupnice ale byla původně obrácená, bod varu vody měl 0 a bod tuhnutí +100 stupňů. Do nám známého pořadí ji pravděpodobně obrátil až roku 1745 Carl von Linné, rok poté, co Celsius zemřel ve čtyřiceti dvou letech na tuberkulózu.